# Rivolet
Rivolet é uma comuna francesa na região administrativa de Auvérnia-Ródano-Alpes, no departamento de Ródano. Estende-se por uma área de 16,3 km². Em 2010 a comuna tinha 596 habitantes (densidade: 36,6 hab./km²).